# Amauris inferna
Amauris inferna är en fjärilsart som beskrevs av Butler 1871. Amauris inferna ingår i släktet Amauris och familjen praktfjärilar. Inga underarter finns listade i Catalogue of Life.